# Alexander de Alabarch
Alexander de Alabarch (ca. 10 v.Chr. - 50 n.Chr.) was rond 35-40 na Chr. een hoge Joodse functionaris in Egypte en een leider van de Joodse gemeenschap in Alexandrië.

## Naam en familie
Alexander was een broer van Philo van Alexandrië. Gezien de functies die hij bekleedde en de namen van zijn zonen Marcus Julius Alexander en Tiberius Julius Alexander is het vrijwel zeker dat hij het Romeinse burgerschap bezat. Hij behoorde tot de ordo equester.
Ook kunnen we uit de namen van zijn zonen afleiden dat de naam 'Alexander' als cognomen functioneert en dat hij als nomen gentile de naam 'Julius' droeg. Alexanders praenomen is niet bekend, al nemen sommigen aan dat hij (net als zijn oudste zoon) 'Tiberius' heette. Alexander wordt door Flavius Josephus ook wel aangeduid als 'Alexander Lysimachus'. Maar aangezien Philo vermeldt dat Alexander en hij nog een broer hadden met de naam Lysimachus, neemt men meestal aan dat Josephus zich vergist en de namen van twee broers tot één heeft samengevoegd.
Op grond van Alexanders nomen gentile is wel voorgesteld dat Alexanders vader of grootvader het Romeins burgerschap verkregen heeft uit de handen van Julius Caesar.

## Alexanders leven en carrière

### Opgegroeid in Rome (?)
Flavius Josephus noemt Alexander een 'oude vriend' van keizer Claudius, wat er vermoedelijk op wijst dat Alexander in Rome is opgegroeid, aangezien er geen aanwijzingen zijn dat Claudius ooit in Egypte is geweest. Ook Alexanders oude vriendschap met Herodes Agrippa I wijst in die richting; van Herodes Agrippa is bekend dat hij samen met Claudius opgroeide. Claudius, Alexander en Herodes Agrippa werden alle drie in of omstreeks 10 v.Chr. geboren en waren dus leeftijdsgenoten.

### Rijkdom
Alexander was een rijk man. Toen Herodes Agrippa grote schulden had, wist hij (of eigenlijk Agrippa's vrouw Cypros) van Alexander een lening van niet minder dan 200.000 drachmen los te krijgen (plm. 35 na Chr.). Ook schonk Alexander grote sommen geld aan de Joodse tempel in Jeruzalem. Volgens Josephus voorzag hij de negen poorten van de tempel van een goud- of zilverlaag. Verder bezat Alexander een groot landgoed in Egypte.

### Alabarch enepitropos
Alexander wordt in de bronnen gewoonlijk aangeduid als 'de Alabarch' (op sommige plaatsen gespeld als 'Arabarch'). Voorheen nam men wel aan dat dit de titel was van de leider van de Joodse gemeenschap in Alexandrië, maar tegenwoordig wijst men deze gedachte af en neemt men aan dat het een hoge Romeinse ambtelijke functie aanduidt, die te maken heeft met het innen van belastingen.
Daarnaast was Alexander epitropos van Antonia Augusta, de moeder van keizer Claudius, wat inhield dat hij al haar bezittingen in de provincia Alexandria et Aegyptus beheerde en haar ook anderszins van financiële adviezen voorzag.

### Gevangenschap in Rome en vrijlating
Rond 39-41 na Chr. verkeert Alexander in gevangenschap in Rome, op last van keizer Caligula. De reden waarom hij gevangengezet is, wordt in de historische bronnen niet genoemd, maar het is zeer aannemelijk dat het te maken heeft met de Joodse delegatie die na de pogroms in Alexandrië vanuit de Joodse gemeenschap aldaar naar de keizer gezonden is. De delegatie stond onder aanvoering van Alexanders broer Philo. Alexander zelf maakte vermoedelijk ook deel uit van de vijf man sterke delegatie. Zodra Caligula door Claudius werd opgevolgd, liet hij Alexander vrij uit de gevangenis en gaf hij hem eerherstel.

### Nakomelingen
Alexander had (in ieder geval) twee zonen: Tiberius Julius Alexander en Marcus Julius Alexander. De oudste zou later procurator van Judea en praefectus Alexandriae et Aegypti worden. De jongste kreeg in het jaar van Alexanders eerherstel de dochter van Herodes Agrippa I, die inmiddels koning van heel het Joodse land was, tot vrouw (41 na Chr.). Voor Agrippa was het een elegante manier om zijn schuld aan Alexander te vereffenen.
Over Alexanders verdere leven is niets bekend. Evenmin is duidelijk of hij nog leefde in de tijd dat zijn zoon het bestuur over Egypte had.

## Alexander en het jodendom
Alexander is een voorbeeld van een Jood in de diaspora die volledig deelneemt aan het politieke en maatschappelijke leven, maar die tegelijkertijd zijn Joodse afkomst en tradities in ere houdt. Ook in eerdere generaties bleken aristocraten uit de Joodse gemeenschap in Alexandrië in staat een politieke carrière op te bouwen zonder hun Joodse identiteit te verloochenen.
Na Alexanders generatie zou dit veranderen. De pogroms van 37-38 in Alexandrië hadden de zaken zodanig op scherp gezet dat het voor een Alexandrijnse Jood niet langer mogelijk was een politieke carrière op te bouwen, tenzij hij - zoals Alexanders oudste zoon - het jodendom zou afzweren. Als Alexander dezelfde overtuigingen had als zijn broer Philo, was dit een situatie die hij ongetwijfeld zeer betreurde.